# Puig Vilar
El Puig Vilar és una muntanya de 90 metres que es troba al municipi de Fontanilles, a la comarca catalana del Baix Empordà.